# 王道寨乡
王道寨乡，是中华人民共和国河北省邢台市南宫市下辖的一个乡镇级行政单位。

## 行政区划
王道寨乡下辖以下地区：
寨二村、寨一村、寨三村、姜家庄村、半壁店村、琉璃庙村、南屯村、孙河沟村、常富村、寺旺村、国旺村、杨家庄村、官庄村、开河村、西汪村、邵固村、西赵守寨村、孝昌村、刘家庄村、马旺村、张家庄村、留诗村、东赵守寨村和宋家庄村。